# Achelia spinosa
Achelia spinosa is een zeespin uit de familie Ammotheidae. De soort behoort tot het geslacht Achelia. Achelia spinosa werd in 1853 voor het eerst wetenschappelijk beschreven door Stimpson. 